# Кислов, Александр Викторович
Александр Викторович Кислов (р. 14 сентября 1953, Москва) — российский климатолог.
Доктор географических наук (1993, кандидат 1978), профессор (1996), профессор (с 1994) и заведующий (с 2005) кафедры метеорологии и климатологии географического факультета МГУ им. М. В. Ломоносова, выпускником которой является (1975 года). Заслуженный профессор МГУ (2018).
В старших классах школы поступил в Школу юных географов географического факультета МГУ, на который затем поступил в 1970 году и окончил его в 1975 году. Участник Атлантического тропического эксперимента 1974 года.
Действительный член Российской академии естественных наук.
Читает курс в международном учебном центре М. В. Ломоносова в Женеве.
Член редколлегии научного журнала «Вестник Московского университета».
Кандидатская диссертация — «Исследование структуры и факторов изменчивости солнечной радиации в тропической зоне», докторская — «Генезис глобальных флуктуаций климата позднеледниковья и голоцена». Под его началом защищены 4 кандидатские диссертации.
Автор более 60 научных статей и 15 книг, учебника «Климатология» (2011).